# 195657 Zhuangqining
195657 Zhuangqining è un asteroide della fascia principale. Scoperto nel 2002, presenta un'orbita caratterizzata da un semiasse maggiore pari a 3,0933078 UA e da un'eccentricità di 0,0721073, inclinata di 9,59047° rispetto all'eclittica.